# ツェグレード
ツェグレード（ハンガリー語: Cegléd）とは、ハンガリーペシュト県にあり、首都のブダペストから南東に70 km (43 mi)程度の場所に位置する都市である。

## 名称
この都市の名前の由来には複数の説がある。この地が元々、複数の道路の交差点であった事から、角を意味するszegletをその由来とする説がある。また、Cegléd或いはそれに近い人物から名前を取って都市の名前にした説がある。しかしながら、最も有力な説としては、河畔のヤナギの事を古代ではcigleと言っていた事に由来すると言う説である。

## 歴史
この地域には銅器時代以来人が居住していた事が確認されているが、有史に現れるのはラースロー4世の治世である1290年の事である。アールパード朝の間は栄えたが、しかしながら、この時には既にモンゴル帝国の侵入により、一旦は廃墟と化している。
その後、再び居住する者が現れ、1364年5月8日、ラヨシュ1世はこの地の関税を減じた。彼はこの地を王妃であるエリザベタ・コトロマニッチに与えたが、彼女はその権利をクラリッサ修道女会に託した。
ドージャ・ジェルジが反乱を起こしている最中の1514年、ツェグレードは彼の支持者の集う場所の一つとなっていた。モハーチの戦いの後は、テレク・バーリントの治世下に置かれ、宗教改革が直ちに進み、オスマン・トルコが退却する1687年まで、クラリッサ修道女会の教会をカルヴァン派が所有していた。
18世紀初頭、ツェグレードは、住民がハプスブルク家の軍に徴用される事のある都市であったものの、ラーコーツィ・フェレンツ2世率いる解放軍の支援地であった。
宗教の自由を得た後にツェグレードでは、住民自身のための教会や改革派の組織結社を作る事が許された。この教会は1834年の大火で焼失しているが、翌年には新しい教会がヒルド・ヨージェフの下、建設が始まった。この教会は1870年に完成し、街のシンボルとなっている。
もう一つの市のシンボルはコシュート・ラヨシュである。1848年のハンガリー革命時、彼はツェグレードの中心広場で有名な演説を行っており、その演説は5000人以上の人間を彼の解放軍に引き込んだ。後に彼の息子のコシュート・フェレンツはハンガリー国会のツェグレード代表となっている。ハンガリー革命時には、市の近郊のベデで戦闘が起こっており、パーツェル・モールがハプスブルク朝に対し勝利を収めている。1849年7月、政治的問題により、一週間の間、革命政府がこの地に置かれた。
市の黄金時代は19世紀後半から20世紀初めにかけてであった。当時のツェグレードは急速な都市化が進んでおり、高等学校や様々な公共施設が建てられた。1902年には国内初の集団農場が建設された。
第二次世界大戦中には連合国によってツェグレードの駅が爆破され、市は大きな損害を被った。しかしながら、公園と通りは住民の手によって迅速に回復された。
1956年、ハンガリー動乱に際しては、数日間ではあったが、主にコシュート・ラヨシュ高等学校の生徒から成る革命政府が置かれた。
社会主義の時代に於いては、農業と軽工業に重点が置かれ、体制の転換とともにこれらの産業は衰退、多くの市民が大都市へと流出した。しかしながら今日では、市は観光業と温泉業で再び栄え始めつつある。

## 地理
ツェグレードはドナウ川とティサ川の間、キシュクンサーグの北に位置する。ハンガリー大平原の西側に位置する事から、しばしば「大平原の門」と称される。ゲデレーの丘が市の西側を通っている。
市は放牧地に囲まれており、国内有数の肥えた土地がこの地では見られる。

## 観光
この地は黄パプリカの生産で知られている。
ツェグレードの特徴としては温泉が挙げられる。郊外に行くと新しく建てられた温泉があり、ホテルやキャンプ場等も設置されている。また、中心部には中央ヨーロッパ最大のカルヴァン派教会が建っている。デブレツェンの物とどちらが大きいかに関しては議論もあるが、その見た目はツェグレードの物の方がより圧巻である。
繁華街にはコシュート・ラヨシュ像の建つ自由広場があり、そのレプリカがニューヨークにも建てられている。広場には他に、ドラム博物館があり、ツェグレードはハンガリー国内を席巻するジャズの発信地としても知られている。
ブラチスラヴァにあるコシュートのバルコニーと同様、コシュート・ラヨシュの業績はコシュート博物館でも見られ、教会の隣に今日も建っている。
市役所は折衷様式で建てられ、20世紀初頭の風格が表れている。
ルター派の教会はゴシック・リヴァイヴァル建築で建てられており、ローマ・カトリック教会はクラシカル様式で建てられている。
市内には五つの高等学校があり、ユゼフ・ベム工芸高等学校、ウングヴァーリ・ラースロー商業観光高等学校、コシュート・ラヨシュ語学高等学校、テレク・ヤーノシュ福祉農業高等学校、ツェグレード情報経済高等学校が存在している。また、エルケル・フェレンツ音楽学校も存在している。

## 文化
ツェグレードは文化宮、或いはコシュート公民館と呼ばれる市内の折衷主義建築家の組織によって作られた文化的な中心地がある。この建物は劇場を有し、多くの公演が為されてきた。ツェグレードは独自の劇団と演劇学校を有しており、市内に住んだ有名な女優、パクトーシュ・イルマから名前をそれらは取っている。更にギャラリーがあり、そこでは地元の写真家や画家の作品を見る事が出来る。
また、毎年、ドラム・パーカッション祭が行われ、多くのジャズコンサートを聴く事が出来る。
ザンジバールと言う有名なハンガリアン・ロックバンドのメンバーにはツェグレード出身の者もおり、地域では非常に広く知られている。
エルケル・フェレンツ音楽学校に加えて、コダーイ・ゾルターンの方針を引き継いで音楽と歌唱を教えるターンチチ・ミハーイ小学校も存在しており、音楽に囲まれた生活を送る事も出来る。
メディアでは市内にローカル局が存在し、テレビではツェグレードTVとクラブTV、ラジオではラジオ88がある。
出版業では、Kék Újság（青新聞の意）と言う地方紙がある他、新しくCeglédi Panoráma（ツェグレードの景観の意）と言う雑誌が生まれた。一世紀に亘る歴史を有するGerjepartと言う雑誌も現存している。

## 交通
ブダペストからデブレツェンへと北東に伸びる4号線が市内を通っている他、ケチケメートとの間に441号線が通っている。高速道路に乗るには、北西へおよそ15キロメートル (9マイル)走った、アルベルティルシャに向かう必要があり、そこではM5号線に乗る事が出来る。
ツェグレードはブダペストと電車でも直で向かう事が出来、ニーレジハーザ、セゲド両方面へ向かう路線との乗り換え口ともなっている。

## 出身者
- ミクローシュ・ウングバリ：柔道家
- ジェンゲッレール・ジュラ：サッカー選手
- ジョージ・パル：アニメーター、映画プロデューサー
- ユハース・ロランド：サッカー選手